# 次長
次長（じちょう）とは、行政機関や民間企業などの組織において、部門責任者の職務の代理者もしくは次席として置かれる職務・役職である。

## 行政機関における次長

### 日本の行政機関
国や各地方公共団体では、各種機関、あるいは機関内の部署などの長を補佐する役職として次長が置かれているが、その位置づけはさまざまである。
英語でDeputy Director-GeneralやDeputy Secretary Generalと呼ばれる職が、次長、審議官、参事官などの職にあたる。

#### 国の機関
日本の中央省庁では、国家行政組織法十八条三項及び内閣府設置法六十一条に基づき各庁の長官を助け庁務を整理する職として置かれる次長、国家行政組織法二十一条、内閣府設置法十七条及び同法六十三条に基づき内部部局である局・部・委員会事務局の長を補佐する職として置かれる次長、個別の設置法等により設置される次長（内閣法制次長：内閣法制局設置法）等がある。特に本府省の局次長及び非大臣庁の次長や、道府県における部次長は、次長自体が一つの職階と見なされ「次長級」と称されることが多い。
例として警察庁、消防庁、海上保安庁、公安調査庁等には長官の次席として次長が設置され、これらは部長・本部長・局長等の上に位置する。たとえば警察庁次長は30万警察職員の頂点から二番目に位置する（あくまで階級は警視総監の方が上位であるが、組織上は全国警察を総括する二番手である警察庁次長の方が、東京都担当の警視庁を率いる総監よりも上位になる）ため、日本で最も部下の多い次長であるともいえる。長官ではないが、検事総長の次席である最高検察庁次長検事もこれに似た位置づけである。
これらに対して副長官の名称は、閣僚としての長官職を補佐する者(政務、事務の両方が置かれる)に与えられるのが原則だが、かつては防衛庁、経済企画庁、環境庁などこうした機関が多数存在した時代には次官と呼ばれておいた。省次官の副大臣への改称にともなって庁次官が副長官へ改められたが、実際に用いられた期間は短い。これらの庁が統合またはそのままの形で省へと変更された結果、内閣官房のみが現在もなお副長官の名称を残している。
- 内閣法制次長
- 最高裁判所・参議院事務局・衆議院事務局の事務次長
- 最高検察庁の次長検事
- 会計検査院事務総局次長
- 本府省の局次長
- 外局である庁の長官を補佐する次長
- 地方支分部局の長を補佐する次長
- 地方支分部局の部長を補佐する次長

#### 地方公共団体
- 局次長
- 部次長
- 出先機関の長を補佐する次長
- 教育長を補佐する（教育）次長

### 海外の行政機関等における次長
各国の行政機関の例では、Deputy Director Generalは次長（ベトナムハノイ人民委員会建設局次長）や副局長（カンボジア公共事業運輸省公共事業局副局長）、Deputy Secretary Generalは副次官（マレーシアエネルギー・環境技術・水省副次官）などと訳されている。日本の行政機関では国税庁のように、次長をFirst Deputy Commissionerとし、各審議官や各部長をDeputy Commissionerと訳している例もある。
国際機関でも英語でDeputy Director-Generalと呼ばれる職が次長と訳されることがある。
- 国際連合教育科学文化機関（UNESCO）事務局次長（Deputy Director-General）[5]
- 国際原子力機関（IAEA）事務局次長（Deputy Director-General）[6]

## 民間企業における次長
民間企業では、正式な役職名は「営業部次長」や「大阪支店次長」など部署名をつけることが多く、そうした部署名などがつかない場合には、部長の下（補佐役）、課長の上、いわゆる「副部長」といった立場であることが多い。
稀にだが、課の次長も存在するが、社会的には「部次長」を指す固定観念が強いため、たいていは課長代理、副課長、課長補佐などと呼ばれる。
部の上層組織に「局」を置く団体である場合、次長は局長に次ぐ立場となるため、部長の上司となる（従って、肩書き的には次長→部長→次長と昇進していくことになる）。
実際の業務は企業や部署にもよるが、主に部署内の運営事務の統括や部署長の代理などである。
なお、次席としての肩書は次長のほかに副部長、副局長、副支店長などがあり、これらと次長が併用される場合は次長が下位である場合が多い（次席が複数存在して筆頭者が副、他が次長と呼ばれる、または大規模部署の次席のみが副の肩書で区別されるなど）。公務員でこれに似たケースもある（警察署の副署長と署次長など）。